# Kajanaland
Kainuu är även det finska namnet för orten Kalix i Sverige.
Kajanaland (finska: Kainuu) är ett landskap i före detta Uleåborgs län. Centralort i Kajanaland är staden Kajana. Landskapet hade en folkmängd på 79 653 den 30 september 2014 och antalet kommuner är åtta. I landskapets västra del ligger sjön Ule träsk.
Kajanaland utgjorde den nordostliga delen av det medeltida landskapet Österbotten.

## Kommuner
2016 fanns det åtta kommuner i landskapet, av vilka två var städer. Städerna är nedan markerade med fet stil:
|            |        |       |         |          |            |         |             |
| Hyrynsalmi | Kajana | Kuhmo | Paltamo | Puolanka | Ristijärvi | Sotkamo | Suomussalmi |
| (1)        | (2)    | (3)   | (4)     | (5)      | (6)        | (7)     | (8)         |
|            |        |       |         |          |            |         |             |

Kommunen Vaala tillhörde tidigare Kajanaland men överfördes den 1 januari 2016 till Norra Österbotten.

## Välfärdsområde
Hela landskapet tillhör Kajanalands välfärdsområde som ansvarar för social- och hälsovård samt räddningstjänst.

## Språk
Befolkningen efter språk (modersmål) den 31 december 2014. Finska, svenska och samiska räknas som inhemska språk då de har officiell status i landet. Resten av språken räknas som främmande.
| Språk                      | Talare | %        |
| -------------------------- | ------ | -------- |
| Hela befolkningen          | 79 258 | 100,00 % |
| Finska                     | 77 309 | 97,54 %  |
| Svenska                    | 70     | 0,09 %   |
| Samiska                    | 3      | 0,00 %   |
| Främmande språk totalt     | 1 876  | 2,37 %   |
| Ryska                      | 896    | 1,13 %   |
| Kurdiska                   | 120    | 0,15 %   |
| Språk med under 100 talare | 858    | 1,08 %   |
| Okänt språk                | 2      | 0,00 %   |

### Kajanasamiska
Kajanasamiska eller kainuusamiska talades i Kajanaland men dog ut på 1700-talet. Språket räknas till den östsamiska språkgruppen. Kajanasamiska dog ut för över 300 år sedan då kajanasamerna troligtvis assimilerade sig och övergick till att tala finska.

## Fotnoter
1. 1 2 3  ”Finlands areal enligt kommun 1.1.2016”. Lantmäteriverket. 1 januari 2016. http://www.maanmittauslaitos.fi/sites/default/files/alat16_su_nimet_0.xlsx. Läst 2 april 2016.
2. 1 2 3  ”11re -- Befolkning efter ålder (1-års) och kön områdesvis, 1972-2023”. Statistikcentralen. https://pxdata.stat.fi/PxWeb/pxweb/sv/StatFin/StatFin__vaerak/statfin_vaerak_pxt_11re.px/.
3. ↑  ”Arkiverade kopian”. Arkiverad från originalet den 22 oktober 2014. https://web.archive.org/web/20141022155452/http://vrk.fi/default.aspx?docid=8638&site=5&id=0. Läst 22 oktober 2014. Befolkningscentralen
4. ↑  ”Ändringar i regionala indelningar 1.1.2016”. Statistikcentralen. Arkiverad från originalet den 3 april 2017. https://web.archive.org/web/20170403013507/https://tilastokeskus.fi/uutinen/andringar-i-regionala-indelningar-112016. Läst 2 april 2017.
5. ↑  Statistikcentralen: Språk efter ålder och kön landskapsvis, 1990-2019 Arkiverad 23 oktober 2020 hämtat från the Wayback Machine. Läst 3 september 2015